# Mimosa arcuata
Mimosa arcuata là một loài thực vật có hoa trong họ Đậu. Loài này được M.Martens & Galeotti miêu tả khoa học đầu tiên.